# Bagüés
Bagüés è un comune spagnolo di 39 abitanti situato nella comunità autonoma dell'Aragona.

## Monumenti e luoghi d'interesse

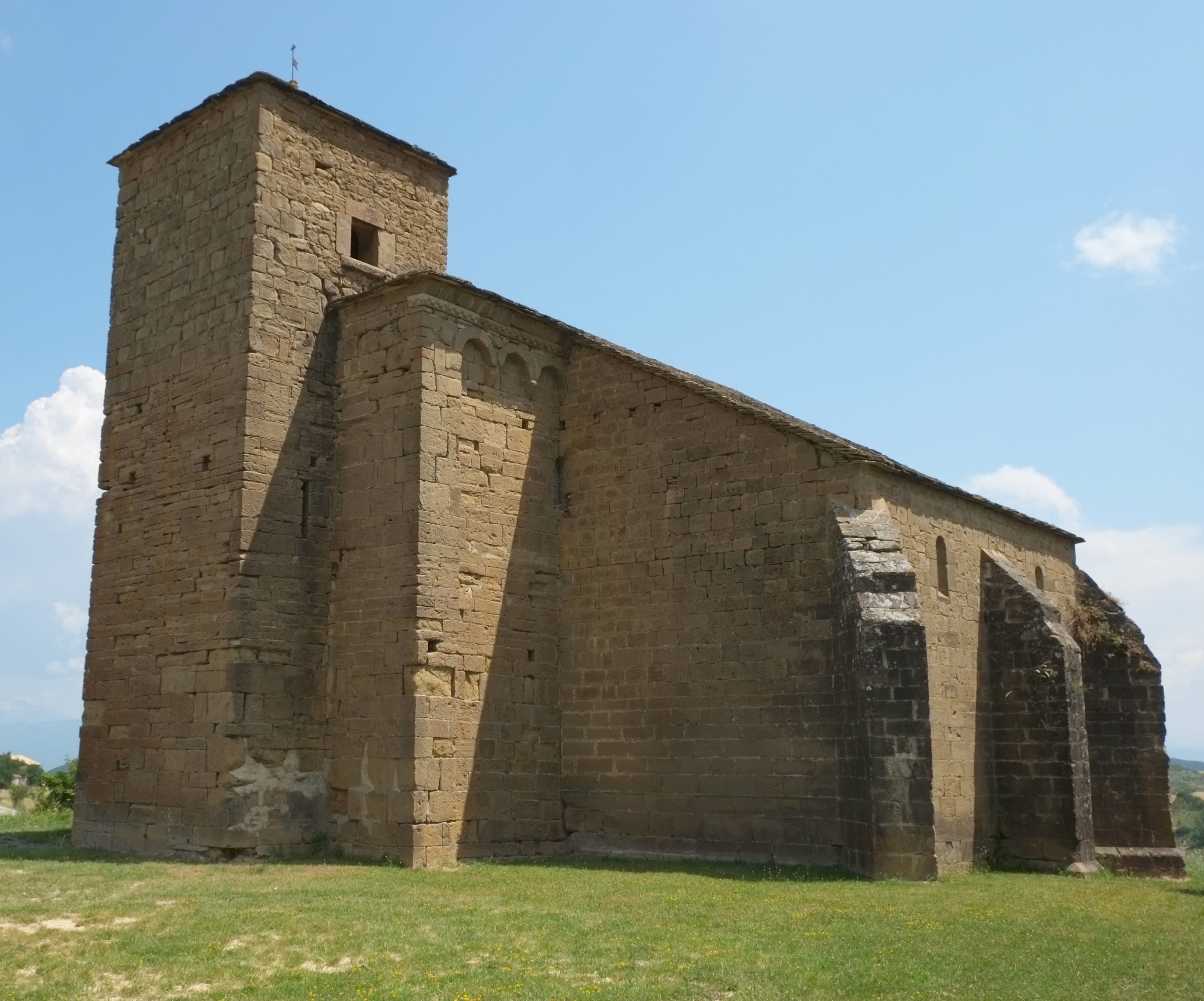
Chiesa de los Santos Julián y Basilisa

Chiesa de los Santos Julián y Basilisa - La chiesa fu edificata nel corso dell'XI secolo in stile romanico ed in origine era dipendente da San Juan de La Peña. Nel 1966 furono scoperte meravigliose decorazioni pittoriche romaniche, che adornavano l'abside e le pareti della navata. Le pitture sono ora conservate nel Museo Diocesano de Jaca. Sull'abside figura l'Ascensione di Cristo, in una mandorla circondata da angeli. Nel registro mediano sono presenti gli Apostoli con la Vergine. In basso sono rappresentati Cristo in croce tra i ladroni, la Salita al Calvario e le Sante donne al sepolcro. Le pareti laterali erano coperte da numerose file sovrapposte di affreschi: quelle della zona superiore erano dedicate alla Genesi, le altre alla vita di Cristo. La parete meridionale si trova in condizioni migliori di quella settentrionale e sono rappresentati vari personaggi in un atteggiamento vivo e spesso agitato e si muovono entro cornici architettoniche; vi sono però poche tonalità cromatiche: ocra rosso, ocra giallo, verde e azzurro, mentre le pieghe sono indicate semplicemente mediante marcate linee scure. Sono stati fatti notare rapporti con Saint-Savin. Il complesso dovrebbe risalire al primo quarto del XII secolo .